# Bayonetta (personage)
Bayonetta is een personage in de Bayonetta-serie van computerspellen ontwikkeld door PlatinumGames. Het personage verscheen voor het eerst in het spel Bayonetta in 2009.

## Personage
Bayonetta, ook wel Cereza genaamd, is een Umbra-heks die behendig is in gevechten en krachtige magie bezit. Ze gebruikt vuurwapens en magische aanvallen om tegen engelachtige vijanden te vechten.
Ze is een van de twee overgebleven heksen die in de spellen op zoek gaat naar haar verborgen verleden, die leidt naar haar geboortestad Vigrid. Hier vecht ze zich een weg langs de kwaadaardige krachten van Paradiso.
Qua uiterlijk is Bayonetta gekleed in een strak gevormd zwart pak, ze draagt het haar als een suikerspinkapsel met lange slierten langs haar armen en heeft een bril. Ze is gespecialiseerd in magische vechtkunsten en is behendig met haar vier pistolen, die zijn gebaseerd op het type derringer. In het tweede spel kreeg het personage enkele wijzigingen in het ontwerp, zoals kort haar en blauwe tinten.
Het personage werd positief ontvangen. Men prees de persoonlijkheid en aanvallen van Bayonetta. Ze werd omschreven als sexy, gevat, charismatisch en niet bang om het gevecht aan te gaan. Kritiek werd gegeven op de soms overmatige seksistische elementen van het vrouwelijke personage.

## In andere spellen
Bayonetta verscheen ook in andere spellen. Zo is ze een downloadbaar personage in het vechtspel Anarchy Reigns en een gastpersonage in The Wonderful 101. Ze is een speelbaar personage in Super Smash Bros. voor 3DS en Wii U en in Super Smash Bros. Ultimate. Daarnaast zijn er van Bayonetta amiibo verschenen.
Ze verscheen daarnaast in een animefilm uit 2013 getiteld Bayonetta: Bloody Fate.